# Palaeoptera
Infra-classe
Les Palaeoptera (les paléoptères) forment une infra-classe d'insectes ailés primitifs, caractérisés notamment par leur incapacité à rabattre leurs ailes contre leur partie dorsale, ce qui les distingue de l'infra-classe des Neoptera. Ils comprennent de nos jours les ordres des Ephemeroptera (éphémères) et des Odonata (libellules et demoiselles), les autres ordres sont éteints et ne sont connus que par des fossiles.

## Caractéristiques
- Ailes rigides non susceptibles de se replier sur le dos au repos. Puisque les muscles responsables du vol sont directement insérés à la base des ailes, on dit qu'ils utilisent un mécanisme de vol direct.
- Les ailes antérieures ne recouvrent jamais les ailes postérieures.
- Pièces buccales broyeuses.
- Développement de type hémimétabole.

## Liste des ordres
Les ordres des paléoptères sont :
- Ephemeroptera — éphémères
- Odonata — libellules, demoiselles
- † Protodonata — aujourd'hui éteints
- † Diaphanopterodea (en) — aujourd'hui éteints
- † Palaeodictyoptera — aujourd'hui éteints
- † Megasecoptera (en) — aujourd'hui éteints
- † Archodonata (en) — aujourd'hui éteints.